# Амблсайд
Амблсайд (англ. Ambleside) — город на северо-западе Англии, в графство Камбрия. Расположен у северной оконечности озера Уиндермир, самого большого озера Англии. Находится в Камберлендских горах, на территории национального парка Лейк-Дистрикт (Озёрный край).

## История
Местность вокруг Амблсайда была заселена ещё в древности, сразу после отступления ледника, то есть около 10 тыс. лет назад. Недалеко от Амблсайда, в долине Лангдейл, найдена неолитическая мастерская по изготовлению каменных топоров, которые широко представлены в археологических памятниках на территории современных Великобритании и Ирландии.
В тридцати километрах к северу расположен круг из поставленных вертикально мегалитов Каслриг, местный аналог знаменитого Стоунхенджа.
К югу от Амблсайда находятся развалины римского форта Галава (основан в 79 год н. э.). С тех пор на этом месте все время был какой-нибудь населённый пункт.
Современное название происходит от древнескандинавского Á-mel-sǽtr, означающего летнее пастбище на берегу реки. Многие географические названия вокруг города также имеют корни в древнескандинавском языке — последствие завоевания Англии викингами.
Популярность в качестве туристического региона к Озёрному краю (и Амблсайду) пришла после наполеоновских войн, когда английская аристократия вынуждена была осваивать курорты внутри страны. Певцом этого региона можно назвать Вордсворта, прожившего в соседнем Грасмире и самом Амблсайде вторую половину жизни. Девятнадцатый век ознаменовался строительством роскошных летних усадеб английской знати по берегам озера Уиндермир.

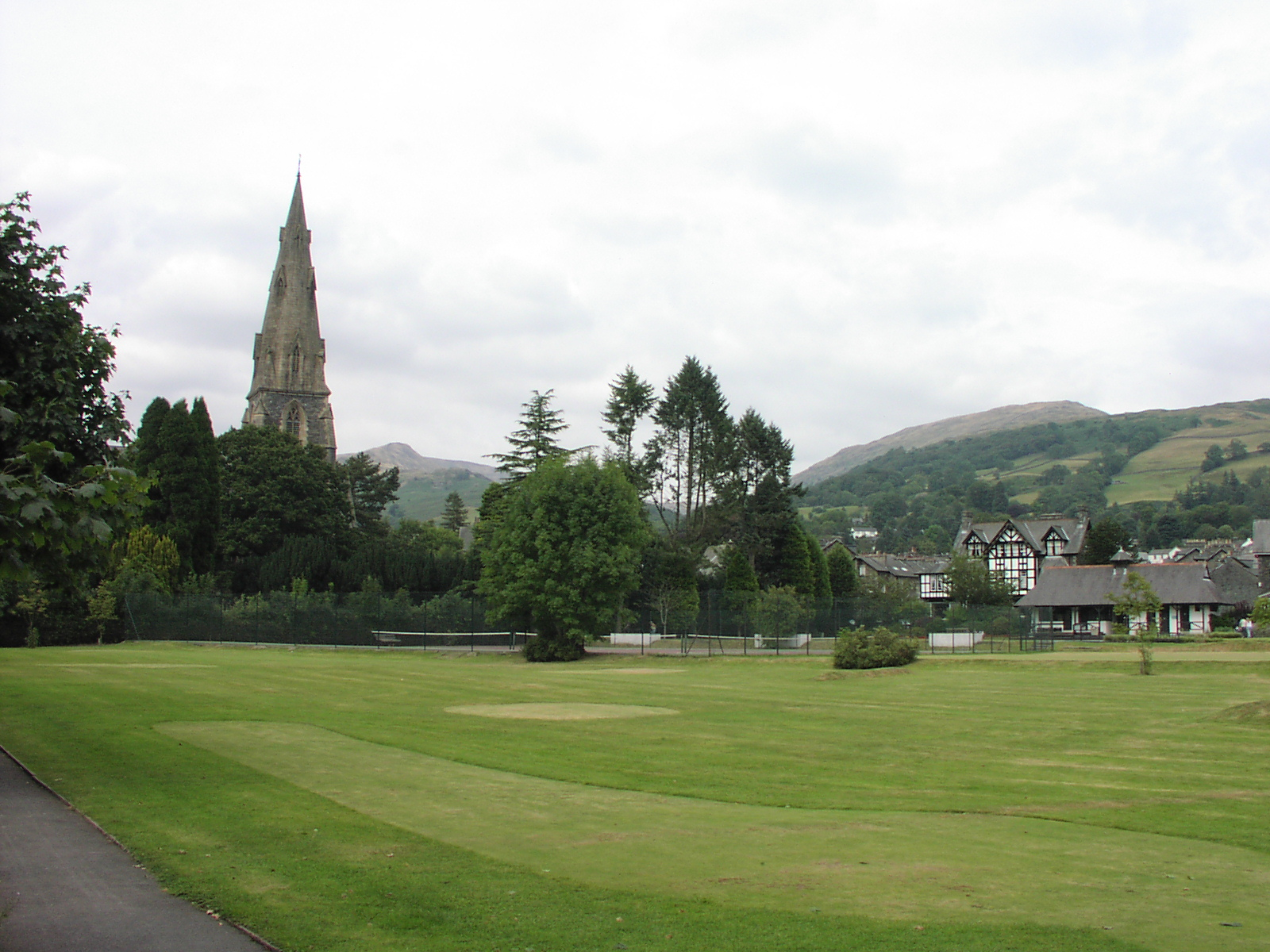
Парк и церковь в Амблсайде

## Современность
Поскольку городок находится на территории национального парка, то действуют некоторые ограничения на хозяйственную деятельность. Сейчас основу экономики города составляет туризм. В городе большое количество маленьких гостиниц и ресторанов.
По озеру Уиндермир из Амблсайда в городок Лейксайд (расположенный на притивоположном конце озера) курсируют небольшие прогулочные корабли.
Ближайшая железнодорожная станция расположена в соседнем городке Уиндермир (7 км).